# Adrian Bueckling
Adrian Bueckling (* 1924 in Greifswald; † 25. Mai 2007 in Mayen) war ein deutscher Rechtswissenschaftler, Richter, Heimatforscher und Schriftsteller.

## Leben und Leistungen
Adrian Bueckling wohnte bis 1945 in Wolgast und legte sein Abitur am Greifswalder Gymnasium ab. Nach dem Zweiten Weltkrieg studierte er an der Johann Wolfgang Goethe-Universität Frankfurt am Main Rechtswissenschaft. Er war Richter am Landgericht Koblenz und am Oberlandesgericht Koblenz.
Adrian Buecklings Bibliographie umfasst seit 1957 über 100 Publikationen zum Weltraumrecht. Er verfasste Monographien zum Weltraumhaftungsübereinkommen und zum Weltraumvertrag und war seit 1973 Mitarbeiter der Zeitschrift für Luft- und Weltraumrecht. Ab 1990 publizierte er auch zum antiken griechischen Recht und zur Geschichte Vorpommerns.

## Schriften
- Zur Frage der Rechtmäßigkeit des politischen Streiks. Eine Kritik an der herrschenden Lehre. Schreder, Mayen 1956.
- Der Weltraumvertrag. (=Schriften zum Weltraumrecht. Bd. 2), Heymann, Köln, Berlin, Bonn, München 1980, ISBN 3-452-18795-0.
- Völkerrechtliche Haftung für Raumfahrtschäden nach dem Weltraumhaftungsabkommen vom 29. März 1972. Verlag Versicherungswirtschaft, Karlsruhe 1982, ISBN 3-88487-036-X.
- Lübisches Recht in (Schwedisch)-Neuvorpommern und Rügen. Thomas Helms Verlag Schwerin 1997, ISBN 3-931185-34-6.
- Vergessene Wolgaster Lebensbilder. Thomas Helms Verlag Schwerin 1999, ISBN 3-931185-51-6.
- Die neuvorpommersche Seestadt Wolgast. Historisch-maritime Notizen. Thomas Helms Verlag Schwerin 2000, ISBN 3-931185-69-9.
- Die Schweden in Vorpommern nördlich der Peene. Rückschau in Skizzen; eine historische Schwedenplatte. (=Wolgaster Museumsschriften. H. 6), nordlicht verlag, Karlshagen 2003, ISBN 3-933978-75-0, (3. Aufl. 2007, ISBN 978-3-9809640-3-6).